# デービット・スミス (バレーボール)
デービット・スミス（英語: David Smith, 1985年5月15日 - ）は、アメリカ合衆国の男子バレーボール選手。

## 来歴
カリフォルニア大学アーバイン校卒業。
アメリカ合衆国代表として、2012年より3大会連続でオリンピックに出場。2016年リオデジャネイロオリンピックでは銅メダルを獲得した。世界選手権でも2018年に銅メダルを獲得した。
2022年、ネーションズリーグでチームの準優勝に貢献し、自身もベストミドルブロッカーを受賞した。

## 人物
- 生まれつきの難聴でコート内外で補聴器を着用する。また、読唇術でチームメイトの話すことを読み取る。
- 米国チームでは、ラリー中などボールが動いている場面では、「デービッドが叫んで意思表示をしたら、そのボールはデービッドのものにする」という「デービッド・スミス・ルール」のもとでプレーが行われている[2]。

## 球歴
- アメリカ合衆国代表
  - オリンピック - 2012ロンドン、2016リオデジャネイロ、2020東京、2024パリ
  - 世界選手権 - 2014年、2018年
  - ネーションズリーグ - 2018年-

## 所属クラブ
- UC Irvine（2003-2007年）
- University of Ulster（2007-2008年）
- TVロッテンブルク（2008-2009年）
- Caribes de San Sebastián（2009-2010年）
- Unicaja Costa de Almería（2010-2011年）
- トゥールVB（2011-2016年）
- ツァルニ・ラドム (pl) （2016-2017年）
- ワルタ・ザウィエルシー (pl) （2017-2018年）
- アセコ・レソヴィア・ジェシュフ (pl) （2018-2019年）
- ZAKSAケンジェジン・コジレ (pl) （2019年-）

## 受賞歴
- 2022年 - ネーションズリーグ - ベストミドルブロッカー